# Ossipovets
Ossipovets (en rus: Осиповец) és un poble de l'óblast de Vladímir, a Rússia, segons el cens del 2010 no tenia cap habitant. Pertany al districte municipal de Iúriev-Polski.